# اگ ان در گونتس
اگ ان در گونتس (به آلمانی: Egg an der Günz) یک شهر در آلمان است که در اونترالگوی واقع شده‌است. اگ ان در گونتس ۱٬۱۴۴ نفر جمعیت دارد.